# Angelina Pollak
Angelina Pollak-Eltz  (Viena, Austria, 24 de abril de 1932 - Viena, 1 de julio de 2016) fue una antropóloga venezolana de origen austriaco. Es considerada una de las investigadoras más importantes sobre las costumbres religiosas del pueblo venezolano.

## Biografía
Inició sus estudios de primaria en su país natal. Cursó estudios universitarios en el Piedmont College, Estados Unidos, obteniendo su  grado de Bachelor of Science y realizó su doctorado en la Universidad de Viena, en el área de Antropología Física y Antropología Cultural, graduándose con la tesis titulada Vestigios africanos en la cultura del pueblo venezolano. 
Emigró a Venezuela en 1959 y obtuvo su nacionalidad en 1976. Fue profesora titular de la Universidad Católica Andrés Bello en la Escuela de Letras y el postgrado de historia, así como directora de la Revista Montalbán y del Centro de Estudios Comparados de Religión. 
Sus investigaciones se centraron en el sincretismo mágico-religioso del pueblo venezolano, lo que la llevó a escribir treinta libros y alrededor de 300 artículos, publicados en revistas de Europa, América y África. 
Dominaba los idiomas: alemán, italiano, español, francés y holandés. 
Falleció el 1 de julio de 2016 en su ciudad natal.

## Obra
[¿cuándo?]
- María Lionza: mito y culto venezolano ayer y hoy:40 años de estudios en el campo
- La medicina tradicional venezolana
- Estudio antropológico del pentecostalismo en Venezuela
- La esclavitud en Venezuela:un estudio histórico-cultural
- Umbanda en Venezuela La negritud en Venezuela Angelina Pollak-Eltz.
- Folklore y cultura en la Península de Paria, Sucre, Venezuela / Angelina Pollak Eltz y Cecilia Isturiz.
- Nuevos aportes a la bibliografía afro-venezolana / Angelina Pollak Eltz.
- Bibliografía antropológica venezolana 1983 / Angelina Pollak Eltz.
- Tradiciones africanas en Chuao, Estado Aragua / por Angelina Pollak Eltz.
- Theamerindian heritage in the folk-culture of Venezuela: Angelina Pollak-Eltz.
- Estudio del sistema de sonidos del idioma panare / por Jana Price ; traducción por Angelina Pollak-Eltz. Folk healing practices in Venezuela
- Cultos afroamericanos
- María Lionza, mito y culto venezolano / Angelina Pollak Eltz.
- La cultura de Angkor y la cultura Maya : Angelina Pollak-Eltz.
- Medicina popular en Venezuela
- Folklore y cultura en los pueblos negros de Yaracuy
- Las ánimas milagrosas en Venezuela
- La religiosidad popular en Venezuela Pentecostalism in Venezuela
- Aportes indígenas a la cultura del pueblo venezolano
- Magic, sorcery and witchcraft among afrovenezuelan peasants
- Regards sur les cultures d'origine africaine au Vénézuela
- Synkretistische kulte im volkskatholizismus Venezuelas
- Cultos afroamericanos: vudú y hechicería en las Américas
- Bibliografía afrovenezolana
- La familia negra en Venezuela
- Vestigios Africanos en la Cultura del Pueblo Venezolano